# Uri Sagi
Uri Sagi (ur. 1943) – izraelski alluf (emerytowany), który pełnił ważne funkcje w Brygadzie Golani, części Dowództwa Północnego Izraela oraz w wywiadzie izraelskim Aman (wywiad).
Uri Sagi urodził się w Kefar Bialik w rodzinie, która żyła w Izraleu od wielu pokoleń. Był dowódcą plutonu podczas piędziesiątejpierwszej bitwy w trakcie trwania wojny sześciodniowej. Zdobywał stopnie Sił Obronnych Izraela i został dowódcą Brygady Golani. Podczas wojny libańskiej kierował Dowództwem Operacyjnym, w którego skład wchodził Sztab Generalny Sił Obronnych Izraela. W 1983 roku został promowany do rangi allufa i powierzono mu dowództwo nad Dowództwem Północnym Izraela. W latach 1986–1991 był dowódcą wojsk lądowych Izraela, a w latach 1991–1995 kierował wywiadem. Zrezygnował ze służby w 1995 roku z powodu konfliktu wynikłego pomiędzy nim a Szefem Sztabu Generalnego.
W 1996 roku przystąpił do Izraelskiej Partii Pracy, ale w prawyborach nie udało mu się zapewnić sobie miejsca na listach wyborczych. W grudniu 1999 premier Izraela Ehud Barak powierzył mu kierownictwo nad negocjacjami z Syrią o traktat pokojowy, które zakończyły się porażką i Izrael musiał wycofać się ze wzgórza Golani, jako warunek wstępny. W latach 2000–2003 Uri Sagi był dyrektorem przedsiębiorstwa Mekorot, Izraelskiego dostawcy wody.